# Стрілянина в Ґранд-Бассам (2016)
13 березня 2016 року три бойовики відкрили вогонь на морському курорті у Ґран-Басам (Кот-д'Івуар). Під час стрілянини загинули щонайменше 19 осіб і 33 поранено, у тому числі одна українка.

## Атаки
Троє озброєних нападників напали на готель «Етуаль-дю-Сюд», який, за даними Франс Прес, був зайнятий численними експатріантами в той час. За словами чиновників, 16 цивільних осіб і 3 спеціальних сил солдатів були вбиті.

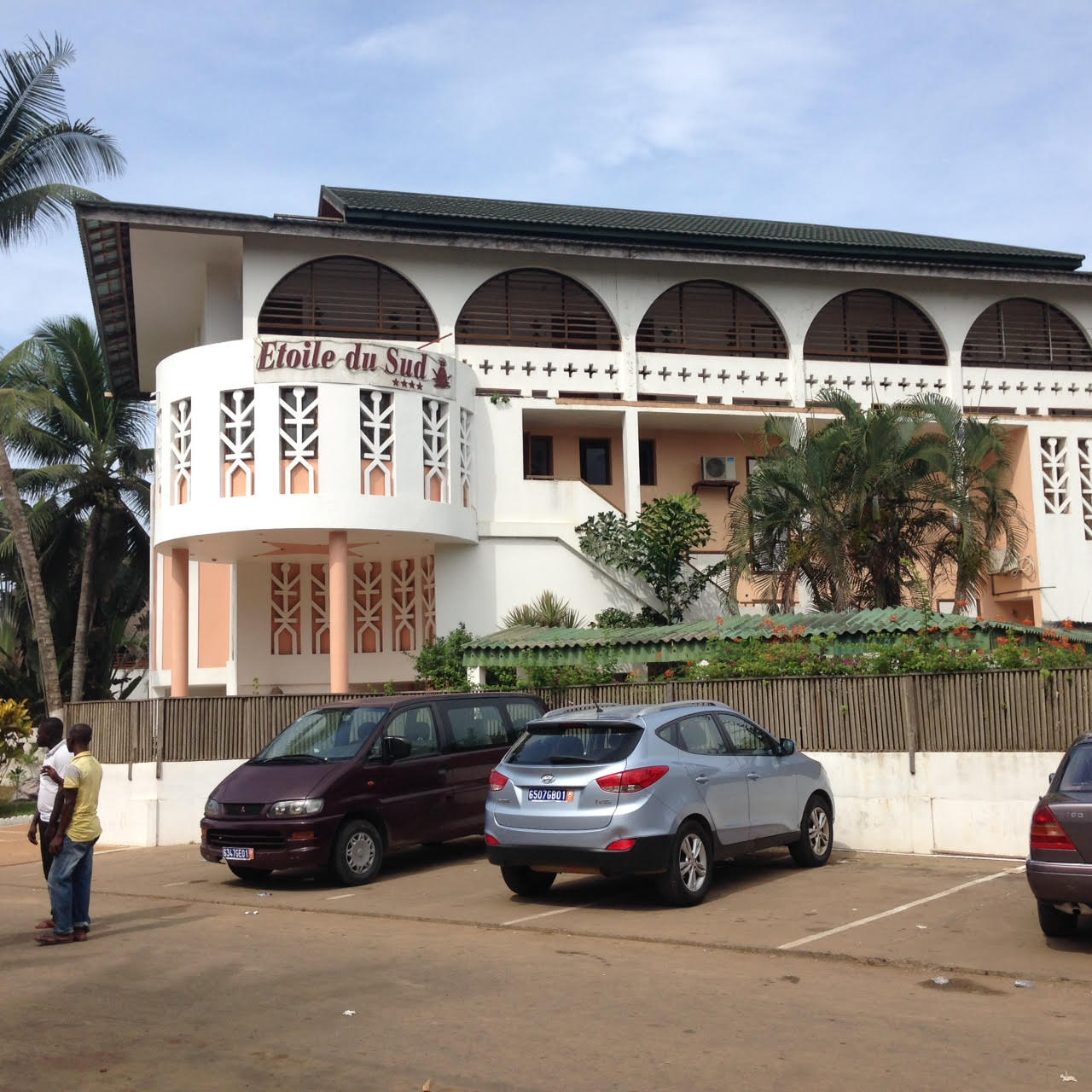
Готель Етуаль-дю-Сюд

Нападників описували як африканців, озброєних автоматами Калашникова та ручними гранатами і одягненими в повсякденний одяг і підшоломник. Перестрілка сталася між нападниками і поліцейськими силами, коли перші досягли La Paillote Hotel. Місцеві мешканці та туристи були евакуйовані військовослужбовцями з пляжу до ближніх готелів, у яких вони були тимчасово розміщені в суворій ізоляції.
Франс Прес цитує чиновників уряду Кот-д'Івуару, які кажуть, що сили безпеки вбили шість озброєних людей. Терористи нібито кричали «Аллах Акбар».
Американська делегація перебувала в посольстві у Ґран-Басам під час нападу, але американське посольство у Абіджані повідомило в «Twitterі», що немає «ніяких доказів, що атака була спрямована проти делегації, та не підтвердив повідомлення про постраждалих серед громадян США».
17 березня 2016 року Аль-Каїда в ісламському Магрибі (АКИМ) і Аль-Моуравітун взяла на себе відповідальність за напад та назвала імена нападників: Хамза Аль-Фульбе і Абу Адам Аль-Ансарі з Аль-Моуравітун і Абдеррахманом Аль-Фула від «Імарату пустелі».

## Список жертв
| Країна      | Кількість |
| ----------- | --------- |
| Кот-д'Івуар | 10        |
| Франція     | 4         |
| Ліван       | 2         |
| Нігерія     | 1         |
| Німеччина   | 1         |
| Македонія   | 1         |
| Загалом     | 19        |

## Постраждалі
- Майор Олена Ляхова.[4]